# Campionatul European de Cros din 1999
A 6-a ediție a Campionatului European de Cros s-a desfășurat pe 12 decembrie 1999 la Velenje, Slovenia. Au participat 336 de sportivi din 29 de țări.

## Rezultate

### Masculin
| Loc   | Sportiv            | Timp  |
| ----- | ------------------ | ----- |
|       | Paulo Guerra       | 32:45 |
|       | Eduardo Henriques  | 32:50 |
|       | Jon Brown          | 33:32 |
| 4     | Mustapha El Ahmadi | 33:41 |
| 5     | Domingos Castro    | 33:44 |
| 6     | Claes Nyberg       | 33:46 |
| 7     | Serghei Lebid      | 33:50 |
| 8     | Umberto Pusterla   | 33:53 |
| 9     | Karl Keska         | 33:57 |
| 10    | Stefano Baldini    | 34:08 |
| [...] |                    |       |
| 21    | Nicolae Negru      | 34:35 |
| 26    | Ovidiu Tat         | 34:55 |
| 37    | Florin Ionescu     | 35:25 |
| 47    | Adrian Maghiar     | 36:05 |

| Loc   | Țară | Puncte                   |
| ----- | --- | ------------------------ |
|       | Regatul Unit Jon Brown Karl Keska Dominic Bannister Keith Cullen Christian Stephenson Nick Comerford       | 35 3 9 11 12 (20) (45)   |
|       | Portugalia Paulo Guerra Eduardo Henriques Domingos Castro Vítor Almeida José Ramos Alberto Chaíça          | 41 1 2 5 33 (35) (48)    |
|       | Franța Mustapha El Ahmadi Lahbib Hanini Augusto Gomes Laurent Vapaille Mohamed Ezzher Quentin Jarmuszewicz | 58 4 15 16 23 (30) (32)  |
| 4     | Italia Umberto Pusterla Stefano Baldini Gianni Crepaldi Edoardo Romano Simone Zanon Marco Galeasso         | 71 8 10 24 29 (51) (59)  |
| 5     | Irlanda Peter Matthews Seamus Power John Ferrin Martin McCarthy Dermot Donnelly Gareth Turnbull            | 94 13 18 27 36 (38) (39) |
| 6     | Spania Alberto Juzdado José Manuel Martínez Eliseo Martín Iván Sánchez Yousef El Nasri                     | 107 17 22 25 43 (NT)     |
| [...] | |                          |
| 8     | România · Nicolae Negru · Ovidiu Tat · Florin Ionescu · Adrian Maghiar                                     | 131 21 26 37 47          |

### Feminin
| Loc   | Sportivă                 | Timp  |
| ----- | ------------------------ | ----- |
|       | Anita Weyermann          | 18:53 |
|       | Constantina Diță-Tomescu | 19:01 |
|       | Olivera Jevtić           | 19:03 |
| 4     | Liz Yelling              | 19:06 |
| 5     | Tatiana Tomașova         | 19:09 |
| 6     | Rakiya Maraoui-Quetier   | 19:09 |
| 7     | Margarita Marusova       | 19:10 |
| 8     | Fatima Yvelain           | 19:14 |
| 9     | Anja Smolders            | 19:17 |
| 10    | Sabrina Varrone          | 19:18 |
| [...] |                          |       |
| 12    | Iulia Olteanu-Negură     | 19:23 |
| 21    | Lelia Deselnicu          | 19:52 |
| 45    | Denisa Costescu          | 21:03 |
| –     | Cristina Grosu           | NT    |

| Loc | Țară | Puncte                |
| --- | --- | --------------------- |
|     | Franța Rakiya Maraoui-Quetier Fatima Yvelain Fatima Hajjami Laurence Duquenoy Rodica Moroianu                  | 34 6 8 20 (22) (31)   |
|     | România · Constantina Diță-Tomescu · Iulia Olteanu-Negură · Lelia Deselnicu · Denisa Costescu · Cristina Grosu | 35 2 12 21 (45) (NT)  |
|     | Portugalia Helena Sampaio Marina Bastos Analídia Torre Fernanda Ribeiro Ana Dias                               | 39 11 13 15 (32) (42) |
| 4   | Regatul Unit Liz Yelling Hayley Haining Helen Pattinson Hayley Yelling Lucy Wright                             | 41 4 18 19 (26) (43)  |
| 5   | Italia Sabrina Varrone Rosanna Martin Flavia Gaviglio Silvia Sommaggio Gloria Marconi                          | 63 10 24 29 (30) (44) |
| 6   | Irlanda Anne Keenan-Buckley Rosemary Ryan Maureen Harrington Niamh Beirne Geraldine Hendricken                 | 67 16 17 34 (36) (55) |

### Juniori
| Loc   | Sportiv          | Timp  |
| ----- | ---------------- | ----- |
|       | Hans Janssens    | 23:00 |
|       | Guillaume Eraud  | 23:12 |
|       | Turo Inkiläinen  | 23:12 |
| 4     | Martin Pröll     | 23:15 |
| 5     | Mo Farah         | 23:18 |
| 6     | Carlo Schuff     | 23:19 |
| 7     | Gunnar Osmundsen | 23:20 |
| 8     | Gary Murray      | 23:23 |
| 9     | Filipe Pedro     | 23:24 |
| 10    | Steve Vernon     | 23:24 |
| [...] |                  |       |
| 45    | Radu Stroia      | 24:30 |
| 47    | Ionuț Bură       | 24:31 |
| 55    | Călin Macrea     | 24:41 |
| 56    | Eugen Tudor      | 24:42 |
| 89    | Vasil Toader     | 25:52 |

| Loc   | Țară                                                                                          | Puncte                 |
| ----- | --------------------------------------------------------------------------------------------- | ---------------------- |
|       | Regatul Unit Mo Farah Steven Vernon Christopher Thompson Robert Maycock Chris Bolt            | 26 5 10 11 (19) (25)   |
|       | Franța Guillaume Eraud Malik Bahloul Kevin Paulsen Mickaël André Vincent Zouaoui-Dandrieux    | 38 2 12 24 (34) (52)   |
|       | Irlanda Gary Murray Brian Keane Mark Smyth Joe McAlister Robert Connolly                      | 43 8 15 20 (75) (94)   |
| 4     | Portugalia Filipe Pedro Jorge Robalo Bruno Silva Bruno Cordeiro Hildeberto Ferreira           | 45 9 13 23 (28) (38)   |
| 5     | Germania Carlo Schuff Sebastian Fredrich Raphael Schäfer Torben Everszumrode Christian Köhler | 54 6 22 26 (67) (95)   |
| 6     | Austria Martin Pröll Ionuț Bură Călin Macrea Eugen Tudor Vasil Toader                         | 80 4 37 39 (41) (76)   |
| [...] |                                                                                               |                        |
| 14    | România · Radu Stroia · Georg Mlynek · Florian Heinzle · Florian Dürr · Mario Weiss           | 147 45 47 55 (56) (89) |

### Junioare
| Loc   | Sportivă            | Timp  |
| ----- | ------------------- | ----- |
|       | Inês Monteiro       | 12:48 |
|       | Nicola Spirig       | 12:55 |
|       | Ane Marie Moutsinga | 13:02 |
| 4     | Türkan Erişmiş      | 13:07 |
| 5     | Kim Offergeld       | 13:09 |
| 6     | Sibel Özyurt        | 13:10 |
| 7     | Minna Myllykoski    | 13:10 |
| 8     | Jéssica Augusto     | 13:11 |
| 9     | Christina Carruzzo  | 13:13 |
| 10    | Mirjana Kalajdžić   | 13:13 |
| [...] |                     |       |
| 19    | Cristina Șulea      | 13:32 |
| 27    | Daniela Câmpanu     | 13:38 |
| 38    | Corina Dumbrăvean   | 13:50 |
| 70    | Irina Someșan       | 14:35 |

| Loc | Țară                                                                                                 | Puncte               |
| --- | --- | -------------------- |
|     | Turcia Türkan Erişmiş Sibel Özyurt Elvan Can Nuray Tezeta Sürekli Gülten Öztürk                      | 27 4 6 17 (41) (75)  |
|     | Portugalia Inês Monteiro Jéssica Augusto Sandra Dias Filipa Coelho Marisa Barros                     | 32 1 8 23 (34) (68)  |
|     | Belgia · Kim Offergeld · Sigrid Vanden Bempt · Mélissa Benoumeur · Mieke Geens                       | 34 5 13 16 (26)      |
| 4   | Elveția Nicola Spirig Christina Carruzzo Lea Vetsch Maja Neuenschwander Monika Vogel                 | 40 2 9 29 (30) (71)  |
| 5   | România · Ane Marie Moutsinga · Cristina Șulea · Daniela Câmpanu · Corina Dumbrăvean · Irina Someșan | 49 3 19 27 (38) (70) |
| 6   | Finlanda Minna Myllykoski Riina Vilén Mari Järvenpää Annukka Ylikantola                              | 68 7 18 43 (50)      |

## Clasament pe medalii
| Loc   | Țară                 | Aur | Argint | Bronz | Total |
| ----- | -------------------- | --- | ------ | ----- | ----- |
| 1     | Portugalia           | 2   | 3      | 1     | 6     |
| 2     | Regatul Unit         | 2   | 0      | 1     | 3     |
| 3     | Franța               | 1   | 2      | 1     | 4     |
| 4     | Elveția              | 1   | 1      | 0     | 2     |
| 5     | Belgia               | 1   | 0      | 1     | 2     |
| 6     | Turcia               | 1   | 0      | 0     | 1     |
| 7     | România              | 0   | 2      | 1     | 3     |
| 8     | Finlanda             | 0   | 0      | 1     | 1     |
| 8     | Irlanda              | 0   | 0      | 1     | 1     |
| 8     | Serbia și Muntenegru | 0   | 0      | 1     | 1     |
| Total | Total                | 8   | 8      | 8     | 24    |